# La Villedieu-du-Clain

La Villedieu-du-Clain este o comună în departamentul Vienne, Franța. În 2009 avea o populație de 1,507 de locuitori.